# Goodyera yamiana
Goodyera yamiana är en orkidéart som beskrevs av Noriaki Fukuyama. Goodyera yamiana ingår i släktet knärötter, och familjen orkidéer. Inga underarter finns listade i Catalogue of Life.